# Авгий
Авгий (Авгей) в древногръцката митолигия е син цар на Елида (и вожд на местното племе епейци), който враждува с героя Херкулес, във връзка с т.нар. Авгиеви обори (постройки, които са представяни в някои версии като компактна сграда/комплекс, а в други изглежда сякаш те са разпръснати из страната и които е възможно да са били всъщност храмове, посветени на тотемически култ, сходен с този към Апис).
Смята се, че Авгий е провеждал игри в Олимпия. Освен това той е включван и в списъка на аргонавтите (търсачите на Златоното руно).

## Произход на Авгий
Относно произхода му има различни версии, една от които е, че е син на Епей (който е син на Ендимион), свързана и с това, че баща му е назоваван и Елей (който би могъл да бъде предполагаем син на бог Посейдон и епоним на елейците и на Елида). Павзаний пише, че „тези, които възвеличават легендата за него, променят името Елей и твърдят, че Авгий е син на Хелиос“. В подкрепа на близостта на царя с Хелиос е и тълкуването на името му, като "сияен".
Същевременно, като негов баща е представян и Форбант, син на Лапит, и в този смисъл Авгий е причисляван (като син на жената на Форбант Хирмина - дъщеря на Мелибоя/Хлорида) към потомството на Тантал (чиито потомци са и сиамските близнаци Молиониди, синове на Молиона, също свързани с историите, около митичните обори и войната на Херакъл с Авгий и съюза му, по повод на тях).

## Почистването на оборите на Авгий
Според легендата за него, Авгий притежава стадо или стада свещени крави (може би до 3000 глави добитък - представяни в митологията, като безсмъртни и неуязвими, особено за болести, а също и като невероятно многобройни), които вероятно е наследил, въпреки че в нея се казва и че са му подарени от бога на Слънцето. В (или по-скоро - край) оборите им 30 години се трупа тор и никой не е успял я да почисти, при все че отраженията й върху местното население и отношенията му с владетеля са много негативни, докато в Елида не идва специално за това Херакъл, който отначало го подмамва да мисли, че това е негова инициатива и настоява да му бъде платено. Огромните купища той премахва само за 1 ден, "пускайки през тях" да тече река Мениос (според друга версия използва водите на реките Алфей и Пеней). Всъщност самото отмиване на отпадъците става за 1 ден (както е твърдял, че ще се случи героят - и за което именно е искал възнаграждение), но иначе работите по прокарването на съответната канализация, продължават значително по-дълго време и въобще всичко става с помощта на голяма група помощници (но на илюстрациите той е сам). Във връзка с това, че Евристей, царя на Тиринт и Микена, на когото Херкулес робува по това време по волята на богинята Хера, се показва недоволен от начина по който е действал Херкулес в Елида, той му определя още 1 допълнителен подвиг, като условие за освобождаването му, както постъпва и по повод на обстоятелствата, при които убива Лернейската хидра - така Херакъл се вижда принуден да пътува в търсене на Хесперидите и до Хадес (за Цербер).

## Възцаряването на Филей
За труда си Херакъл е уговорено да получи 1/10 от кравите (в някои версии - част от земите на царя), но Авгий не удържа на обещанието с аргумента, че Херакъл си е послужил с хитрост (за да излезе, че е спазил срока), а също и че като слуга/роб на Евристей (по чието нареждане се е заел изобщо с това начинание, представляващо 6-ият от прочутите му подвизи и той и със него се е уговорил да почисти оборите тъкмо за 1 ден) няма право да притежава добитък. На тези доводи, внушени му от съветника му Лепрей (син на Кавкон), Филей, синът на Авгий, му възразява, че не постъпва справедливо - изглежда твърдението на Авгий относно възможността за притежаване от роби на добитък (използван тогава и като средство за размяна) не е било вярно и искрено, а намерението му е било само да предотврати попадането му у Евристей, от което се е опасявал поради това, че като господар на героя, той би могъл да го изиска от него. Филей напуска Елида и по-късно повежда войска срещу нея. В резултат на това, като съюзник на Херкулес, той става цар вместо Авгий.
Какво се случва с Авгий, след победата на Херакъл над него не е съвсем ясно. Според едни версии е убит, но според други - само (и дори временно) свален, а после живее още дълго.